# Carrick-on-Shannon
Carrick-on-Shannon (en irlandès Cora Droma Rúisc o "l'abocador de la cresta pantanosa") és una ciutat de la República d'Irlanda, cap del Comtat de Leitrim situada sobre el riu Shannon i a l'extrem sud del Lough Allen aproximadament a 150 km a l'oest de Dublín.

## Història
Hi ha una fortificació de l'edat de ferro vora Drumsna, al costat de la frontera amb el comtat de Roscommon. El territori va estar en disputa entre els O'Rourke del regne de Breifne i els O'Raghnaills (Reynolds) del Nord de Roscommon. Carrick-on-Shannon va rebre l'estatut de borough per ordenança reial amb el seu propi segell en 1607.

## Patrimoni
Entre el patrimoni històric de la vida destaca les ruïnes del castell de Carrick situadas al costat del pont de Carrick sobre el riu Shannon.

## Activitats
Carrick-on-Shannon és conegut internacionalment per la pesca esportiva. Hi ha 41 llacs amb peixos en un radi de 10 kilòmetres al voltant de la vila, raó per la qual és considerada un paradís per als pescadors.

## Agermanaments
- Cesson-Sévigné (Saozon-Sevigneg)

## Galeria d'imatges

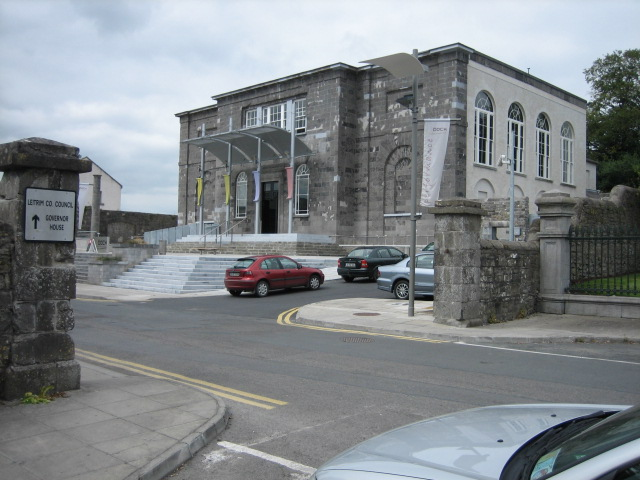
El port
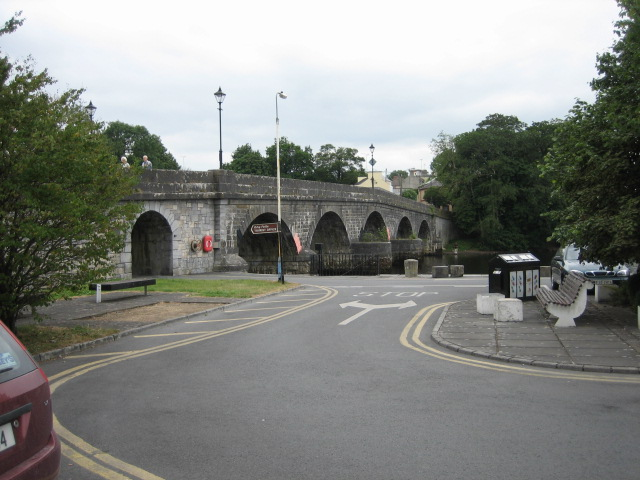
Pont sobre el Shannon
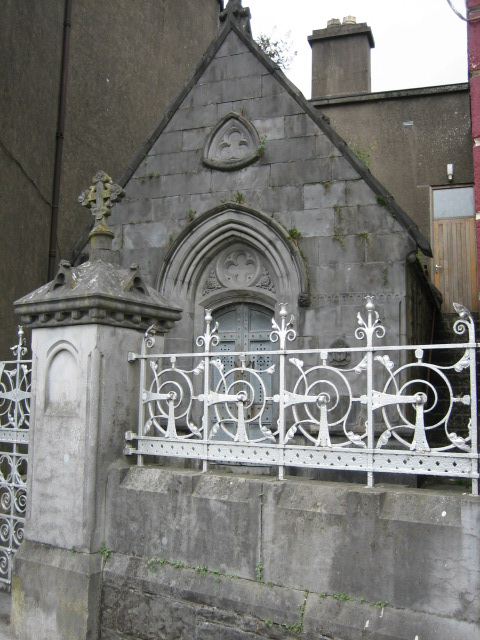
Capella memorial Costello